# أرقام وإحصائيات بطولات الاتحاد الأوروبي لكرة القدم
الاتحاد الأوروبي لكرة القدم والذي يعرف باسم يويفا (بالإنجليزية: UEFA) والتي هي اختصار (بالإنجليزية: Union of European Football Associations) هو الجهاز المعني بتنظيم بطولات المنتخبات والأندية لكرة القدم في قارة أوروبا، تأسست اليويفا عام 1954، ومنذ تأسيسها وهي تشرف وتنظم أشهر بطولات كرة القدم في القارة، وتُمثل معظم الجمعيات الوطنية لكرة القدم في أوروبا، وتدير المسابقات الوطنية والمنتخبات والأندية في القارة، وتسيطر على جائزة المال واللوائح وحقوق وسائل الاعلام لتلك المسابقات.
هذه المقالة تتحدث عن إحصائيات جميع البطولات الأوروبية التي ينظمها الاتحاد الأوروبي لكرة القدم

## الفرق

### الأندية الفائزة ببطولات الأتحاد الأوروبي
ريال مدريد هو صاحب الرقم القياسي بتحقيقه (31) لقب دولي. ريال مدريد هو النادي الأكثر تتويجاً بكأس السوبر الأوروبي بـ(6) مرات. كما حقق ريال مدريد 15 لقب في دوري أبطال أوروبا. وسجل برشلونة أربعة ألقاب في كأس الكؤوس الأوروبية. وأخيرا، سجل إشبيلية رقما قياسيا بسبعة ألقاب في الدوري الأوروبي.

### قائمة الفرق التي فازت في البطولات الأوروبية الثلاث الكبرى
وحتى الآن فازت خمسة أندية فقط بمسابقات الاتحاد الأوروبي الرئيسية الثلاث في نقاط مختلفة من تاريخها، (دوري أبطال أوروبا / كأس أوروبا، الدوري الأوروبي، وكأس الكؤوس الأوروبية).
على الرغم من أن كأس الكؤوس الأوروبية لم يعد موجودا، وهناك 27 فريق فاز بها في الماضي لكن لا يزال من الممكن أن تفوز في المسابقتين الأخريتين لتحقيق ثلاثية مسابقات الاتحاد الأوروبي.
| النادي          | اللقب الأول                  | اللقب الثاني                 | اللقب الثالث                 |
| --------------- | ---------------------------- | ---------------------------- | ---------------------------- |
| يوفنتوس         | كأس الأتحاد الأوروبي 1976–77 | كأس الكؤوس الأوروبية 1983–84 | كأس أوروبا 1984–85           |
| أياكس           | كأس أوروبا 1970–71           | كأس الكؤوس الأوروبية 1986–87 | كأس الأتحاد الأوروبي 1991–92 |
| بايرن ميونخ     | كأس الكؤوس الأوروبية 1966–67 | كأس أوروبا 1973–74           | كأس الأتحاد الأوروبي 1995–96 |
| تشيلسي          | كأس الكؤوس الأوروبية 1970–71 | دوري أبطال أوروبا 2011–12    | الدوري الأوروبي 2012–13      |
| مانشستر يونايتد | كأس أوروبا 1967–68           | كأس الكؤوس الأوروبية 1990–91 | الدوري الأوروبي 2016–17      |

ملاحظة: في حال فوز النادي ببطولة أكثر من مرة يظهر الفوز الأول بالبطولة فقط.
حصل يوفنتوس على اعترافه بأنه أول فريق في تاريخ كرة القدم الأوروبية يفوز بكافة مسابقات الأندية من الاتحاد الأوروبي ( البطولات الثلاث الرئيسية) مع نفس المدرب.
إيطاليا هي البلد الوحيد الذي فاز 3 أندية منها بثلاث بطولات أوروبية بنفس العام وكان ذلك في موسم 1989–90، وهو إنجاز لا يمكن تكراره لأنه لم يعد قائما بسبب دمج كأس الاتحاد الأوروبي وكأس الكؤوس الأوروبية.
| النادي    | اللقب                        |
| --------- | ---------------------------- |
| ميلان     | كأس أوروبا 1989–90           |
| سامبدوريا | كأس الكؤوس الأوروبية 1989–90 |
| يوفنتوس   | الدوري الأوروبي 1989–90      |

### قائمة الفرق التي فازت في جميع مسابقات الأندية من الاتحاد الأوروبي
كان يوفنتوس أول نادي، ولا يزال النادي الوحيد إلى وقتنا الحاضر الذي قد فاز بجميع بطولات الاتحاد الأوروبي الرسمية الممكنة.
| النادي  | أول لقب            | ثاني لقب                     | ثالث لقب                 | رابع لقب           | خامس لقب                  | سادس لقب          |
| ------- | ------------------ | ---------------------------- | ------------------------ | ------------------ | ------------------------- | ----------------- |
| يوفنتوس | كأس أوروبا 1976–77 | كأس الكؤوس الأوروبية 1983–84 | كأس السوبر الأوروبي 1984 | كأس أوروبا 1984–85 | كأس الإنتركونتيننتال 1985 | كأس إنترتوتو 1999 |

ملاحظة: في حال فوز الفريق ببطولة أكثر من مرة يظهر الفوز الأول بالبطولة فقط.

## اللاعبين

### قائمة اللاعبين الذين فازوا في البطولات الثلاث الكبرى
يبين الجدول أدناه اللاعبين التسعة الذي فازوا بجميع البطولات الثلاث الكبرى بها من قبل الاتحاد الأوروبي (حسب الترتيب الزمني).
| اللاعب          | كأس أوروبا / دوري أبطال أوروبا | كأس الكؤوس الأوروبية | الدوري الأوروبي      |
| --------------- | ------------------------------ | -------------------- | -------------------- |
| غايتانو شيريا   | يوفنتوس – 1985                 | يوفنتوس – 1984       | يوفنتوس – 1977       |
| أنتونيو كابريني | يوفنتوس – 1985                 | يوفنتوس – 1984       | يوفنتوس – 1977       |
| ماركو تارديلي   | يوفنتوس – 1985                 | يوفنتوس – 1984       | يوفنتوس – 1977       |
| أرنولد موهرن    | أياكس – 1973                   | أياكس – 1987         | إيبسويتش تاون – 1981 |
| سيرجيو بريو     | يوفنتوس – 1985                 | يوفنتوس – 1984       | يوفنتوس – 1990       |
| ستيفانو تاكوني  | يوفنتوس – 1985                 | يوفنتوس – 1984       | يوفنتوس – 1990       |
| داني بلايند     | أياكس – 1995                   | أياكس – 1987         | أياكس – 1992         |
| جانلوكا فيالي   | يوفنتوس – 1985                 | سامبدوريا – 1990     | يوفنتوس – 1993       |
| فيتور بايا      | بورتو – 2004                   | برشلونة – 1997       | بورتو – 2003         |

ملاحظة: في حال فوز اللاعب ببطولة أكثر من مرة يظهر الفوز الأول بالبطولة فقط.

### قائمة اللاعبين الذين فازوا في جميع بطولات الأندية الدولية
يبين الجدول أدناه اللاعبين الستة الذي فازوا بجميع البطولات الدولية المعترف بها من قبل الاتحاد الأوروبي وفيفا (حسب الترتيب الزمني).
| اللاعب           | كأس أوروبا / دوري أبطال أوروبا | كأس الكؤوس الأوروبية | الدوري الأوروبي      | كأس السوبر الأوروبي | كأس الإنتركونتيننتال |
| ---------------- | ------------------------------ | -------------------- | -------------------- | ------------------- | -------------------- |
| جوفاني تراباتوني | يوفنتوس – 1985                 | يوفنتوس – 1984       | يوفنتوس – 1977       | يوفنتوس – 1984      | يوفنتوس – 1985       |
| أنتونيو كابريني  | يوفنتوس – 1985                 | يوفنتوس – 1984       | يوفنتوس – 1977       | يوفنتوس – 1984      | يوفنتوس – 1985       |
| أرنولد موهرن     | أياكس – 1973                   | أياكس – 1987         | إيبسويتش تاون – 1981 | أياكس – 1973        | أياكس – 1972         |
| ستيفانو تاكوني   | يوفنتوس – 1985                 | يوفنتوس – 1984       | يوفنتوس – 1990       | يوفنتوس – 1984      | يوفنتوس – 1985       |
| سيرجيو بريو      | يوفنتوس – 1985                 | يوفنتوس – 1984       | يوفنتوس – 1990       | يوفنتوس – 1984      | يوفنتوس – 1985       |
| داني بلايند      | أياكس – 1995                   | أياكس – 1987         | أياكس – 1992         | أياكس – 1995        | أياكس – 1995         |

### أكثر من شارك في بطولات الاتحاد الأوروبي
آخر تحديث نهاية موسم 2017–18.
تشمل دوري أبطال أوروبا (UCL)، كأس الكؤوس الأوروبية (UCWC)، كأس الأتحاد الأوروبي / الدوري الأوروبي (UEL)، كأس إنترتوتو (Int)، كأس السوبر الأوروبي (SC)، كأس الإنتركونتيننتال (IC)
| #  | اللاعب            | المباريات | الأهداف | المعدل | أول مشاركة في أوروبا | الإعتزال | الأندية                                         |
| -- | ----------------- | --------- | ------- | ------ | -------------------- | -------- | ----------------------------------------------- |
| 1  | إيكر كاسياس       | 178       | 0       | 0.00   | 1999                 | —        | ريال مدريد، بورتو                               |
| 2  | باولو مالديني     | 174       | 3       | 0.02   | 1985                 | 2009     | ميلان                                           |
| 3  | تشافي             | 173       | 13      | 0.08   | 1999                 | 2015     | برشلونة                                         |
| 4  | بيبي رينا         | 165       | 0       | 0.00   | 2000                 | —        | برشلونة، فياريال، ليفربول، نابولي               |
| 5  | كلارنس سيدورف     | 163       | 15      | 0.09   | 1992                 | 2012     | أياكس، سامبدوريا، ريال مدريد، إنتر ميلان، ميلان |
| 6  | راؤول             | 161       | 77      | 0.48   | 1995                 | 2012     | ريال مدريد، شالكه                               |
| 6  | كريستيانو رونالدو | 161       | 123     | 0.76   | 2002                 | —        | سبورتينغ لشبونة، مانشستر يونايتد، ريال مدريد    |
| 7  | خافيير زانيتي     | 160       | 5       | 0.03   | 1995                 | 2014     | إنتر ميلان                                      |
| 9  | جانلويجي بوفون    | 160       | 0       | 0.00   | 1995                 | —        | بارما، يوفنتوس                                  |
| 10 | ريان غيغز         | 159       | 29      | 0.18   | 1991                 | 2014     | مانشستر يونايتد                                 |

غامق = لازال يلعب

### أفضل الهدافين في بطولات الاتحاد الأوروبي
آخر تحديث نهاية موسم 2017–18.
تشمل دوري أبطال أوروبا (UCL)، كأس الكؤوس الأوروبية (UCWC)، كأس الأتحاد الأوروبي / الدوري الأوروبي (UEL)، كأس إنترتوتو (Int)، كأس السوبر الأوروبي (SC)، كأس الإنتركونتيننتال (IC)
| #  | اللاعب              | الأهداف | المباريات | المعدل | أول مشاركة في أوروبا | الإعتزال | الأندية                                                                |
| -- | ------------------- | ------- | --------- | ------ | -------------------- | -------- | ---------------------------------------------------------------------- |
| 1  | كريستيانو رونالدو   | 123     | 161       | 0.76   | 2002                 | —        | سبورتينغ لشبونة، مانشستر يونايتد، ريال مدريد                           |
| 2  | ليونيل ميسي         | 103     | 129       | 0.80   | 2004                 | —        | برشلونة                                                                |
| 3  | راؤول               | 77      | 161       | 0.48   | 1995                 | 2012     | ريال مدريد، شالكه                                                      |
| 4  | فيليبو إنزاغي       | 70      | 114       | 0.61   | 1995                 | 2012     | بارما، يوفنتوس، ميلان                                                  |
| 5  | أندري شيفتشينكو     | 67      | 143       | 0.47   | 1994                 | 2012     | تشيلسي، ميلان، دينامو كييف                                             |
| 6  | غيرد مولر           | 62      | 71        | 0.87   | 1967                 | 1981     | بايرن ميونخ                                                            |
| 6  | رود فان نيستلروي    | 62      | 92        | 0.67   | 1998                 | 2012     | آيندهوفن، مانشستر يونايتد، ريال مدريد، هامبورغ                         |
| 8  | هنريك لارسون        | 59      | 108       | 0.55   | 1996                 | 2009     | فاينورد، سلتيك، برشلونة، مانشستر يونايتد، هلسينغبورغ                   |
| 8  | تييري هنري          | 59      | 140       | 0.42   | 1996                 | 2014     | موناكو، يوفنتوس، أرسنال، برشلونة                                       |
| 10 | أوزيبيو             | 56      | 75        | 0.76   | 1961                 | 1979     | بنفيكا                                                                 |
| 10 | زلاتان إبراهيموفيتش | 56      | 140       | 0.40   | 2001                 | —        | أياكس، يوفنتوس، إنتر ميلان، برشلونة، باريس سان جيرمان، مانشستر يونايتد |
| 10 | كريم بنزيما         | 56      | 107       | 0.52   | 2005                 | —        | ليون، ريال مدريد                                                       |

غامق = لازال يلعب

## المدربين

### قائمة المدربين الذين فازوا بالبطولات الثلاثة الرئيسية
يبين الجدول أدناه المدرب الوحيد الذي فاز بجميع البطولات الدولية المعترف بها من قبل الاتحاد الأوروبي وفيفا (حسب الترتيب الزمني).
| المدرب           | كأس أوروبا/دوري أبطال أوروبا | كأس الكؤوس الأوروبية | الدوري الأوروبي             |
| ---------------- | ---------------------------- | -------------------- | --------------------------- |
| أودو لاتيك       | 1974 – بايرن ميونخ           | 1982 – برشلونة       | 1979 – بوروسيا مونشنغلادباخ |
| جوفاني تراباتوني | 1985 – يوفنتوس               | 1984 – يوفنتوس       | 1977 – يوفنتوس              |

ملاحظة: في حال فوز المدرب ببطولة أكثر من مرة يظهر الفوز الأول بالبطولة فقط.
ومن الجدير بالذكر أن المدرب الفرنسي أرسين فينغر هو المدرب الوحيد الذي كان وصيف في جميع مسابقات الاتحاد الأوروبي (المسابقات الثلاث الكبرى). أنهى بطولة كأس الكؤوس الأوروبية 1991–92 كوصيف مع موناكو وكأس الاتحاد الأوروبي 1999–2000 ودوري أبطال أوروبا 2005–06 مع ارسنال.

### قائمة المدربين الذين فازوا بجميع بطولات الأندية الدولية
يبين الجدول أدناه المدرب الوحيد الذي فاز بجميع البطولات الدولية المعترف بها من قبل الاتحاد الأوروبي وفيفا.
| المدرب           | كأس أوروبا/دوري أبطال أوروبا | كأس الكؤوس الأوروبية | الدوري الأوروبي | كأس السوبر الأوروبي | كأس الإنتركونتيننتال |
| ---------------- | ---------------------------- | -------------------- | --------------- | ------------------- | -------------------- |
| جوفاني تراباتوني | يوفنتوس – 1985               | يوفنتوس – 1984       | يوفنتوس – 1977  | يوفنتوس – 1984      | يوفنتوس – 1985       |

ملاحظة: في حال فوز المدرب ببطولة أكثر من مرة يظهر الفوز الأول بالبطولة فقط.

## الحضور

### أعلى حضور لمباراة في بطولة كأس أوروبا/دوري أبطال أوروبا
| # | المباراة                | التاريخ       | المنافسة             | الملعب والمدينة               | الحضور  | المرجع |
| - | ----------------------- | ------------- | -------------------- | ----------------------------- | ------- | ------ |
| 1 | سيلتيك 2–1 ليدز يونايتد | 15 أبريل 1970 | نصف نهائي كأس أوروبا | هامبدن بارك، غلاسكو، اسكتلندا | 136,505 | [ 20 ] |